# Stabat Mater (Pergolesi)

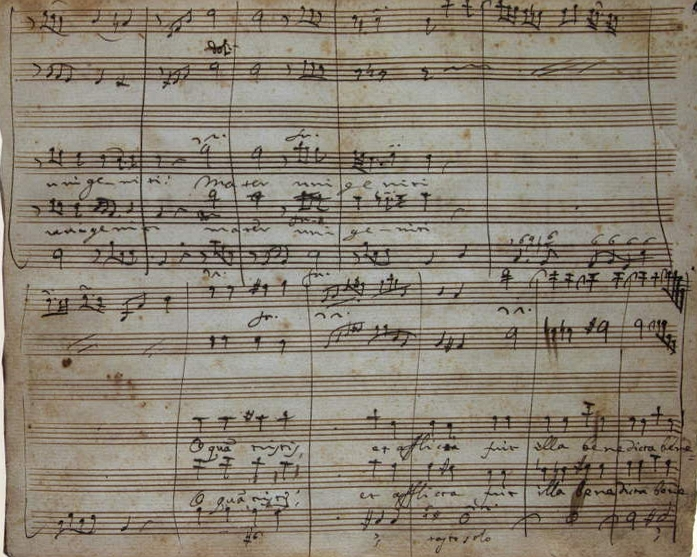
Página autógrafa del "O quam tristis!", una de las doce partes del Stabat Mater de Giovanni Battista Pergolesi

Stabat Mater es una composición musical para la secuencia Stabat Mater, compuesta por Giovanni Battista Pergolesi en 1736. Fue creada en las últimas semanas de vida de Pergolesi, cuando estaba enfermo de tuberculosis y sabía que podría morir. La partitura está escrita para soprano y alto solistas, violín I y II, viola y bajo continuo (violonchelo y órgano). La obra se caracteriza por el uso magistral de las disonancias, que expresan un emotivo patetismo.

## Historia
Aunque de muchas piezas atribuidas originalmente a Pergolesi se ha demostrado que lo estaban incorrectamente, en el caso de Stabat Mater parece claramente ser de su autoría, dado que se ha conservado un manuscrito de su propia mano. La obra fue compuesta para una confraternidad napolitana, la Confraternità dei Cavalieri di San Luigi di Palazzo, que también le había encargado un Stabat Mater a Alessandro Scarlatti. Pergolesi la compuso durante la fase final de su tuberculosis en un monasterio franciscano de Pozzuoli, al tiempo que preparaba otra composición para el Salve Regina.
Fue elegida como reemplazo de la escrita por Alessandro Scarlatti para las representaciones del Viernes de Dolores en Nápoles. La obra ha permanecido popular, convirtiéndose en la más editada e impresa del siglo XVIII; es una de las obras sagradas más famosas de Pergolesi y Jean-Jacques Rousseau mostró su aprecio por este trabajo elogiando el movimiento de apertura como "el dúo más perfecto y conmovedor que viene de la pluma de cualquier compositor". Muchos compositores adaptaron la obra, incluyendo a Giovanni Paisiello, quien extendió el acompañamiento orquestal, y Joseph Eybler, que agregó un coro para reemplazar algunos de los duetos. También ha sido arreglada o adaptada por un gran número de otros compositores, incluyendo a Johann Sebastian Bach, quien la usó como base de su salmo Tilge, Höchster, meine Sünden, BWV 1083. Entre otros muchos, cabe citar también a Antonio Salieri, Johann Adam Hiller (sobre un texto del poeta Klopstock) y Paul Hindemith, quien la incorporó a su ópera Sancta Susanna.

## Estructura
Su ejecución exige entre treinta y cuarenta minutos, y se compone de doce partes:
- 1. Stabat Mater dolorosa (dúo), grave, en fa menor.
- 2. Cujus animam gementem (soprano), andante amoroso, en do menor.
- 3. O quam tristis (dúo), larghetto, en sol menor.
- 4. Quae moerebat et dolebat, alto aria, allegro, en mi bemol mayor.
- 5. Quis est homo (dúo), largo, en do menor. Incluye Pro peccatis suae gentis, en do menor.
- 6. Vidit suum dulcem natum (soprano), en fa menor.
- 7. Eia Mater (alto), en do menor
- 8. Fac ut ardeat cor meum (dúo), en sol menor.
- 9. Sancta Mater (dúo), en mi bemol mayor.
- 10. Fac ut portem Christi mortem (alto), en sol menor.

- 11. Inflammatus et accensus (dúo), en si bemol mayor.
- 12. Quando corpus morietur (dúo), en fa menor. Incluye Amen, en fa menor.

## Ampliación bibliográfica
- Richard Wagner's revue critique of Pergolesi's Stabat Mater: «Pergolesi's Stabat Mater». Pilgrimage to Beethoven and Other Essays. p. 102.
- Manuscrito en IMSLP, en PDF